# Malparida
Malparida fue una telenovela argentina producida por Pol-ka para Canal 13. Se estrenó el 20 de abril de 2010 y finalizó el 8 de febrero de 2011. Se emitía de lunes a jueves a las 21:30. Protagonizada de forma antagónica por Juana Viale, junto con Gonzalo Heredia y Raúl Taibo. Coprotagonizada por Carina Zampini, Esteban Pérez, Alejandro Müller, Gabriela Sari, Mónica Cabrera y Brenda Gandini. Antagonizada por Gabriel Corrado y Florencia Raggi. También, contó con las actuaciones especiales de Fabiana García Lago y las primeras actrices Selva Alemán, Mónica Galán y Mónica Villa. Y la participación de Luciano Castro.
La telenovela fue filmada en la localidad rural de Zelaya, perteneciente al Partido del Pilar, en la Provincia de Buenos Aires.

## Argumento
La historia comienza veinte años atrás, cuando una mujer de bajos recursos se enamora profundamente de un hombre rico, Lorenzo Uribe (Raúl Taibo) pero el amor no es suficiente y él elige casarse con otra, alguien de su misma clase social. Entonces la mujer, tan pobre como enamorada, muere literalmente de amor. Dos décadas más tarde Renata (Juana Viale), la hija de la mujer, se propone ponerle fin a tantos años de dolor y ausencia materna. Entonces entra en la vida del hombre que hizo sufrir a su madre (hasta llevarla al suicidio ahorcándose), con una misión: matar a ese hombre.
Pero casi sin darse cuenta, Renata pierde la felicidad, y la misión no la hace sentir como esperaba, cuando conoce a Lautaro Uribe (Gonzalo Heredia), el hijo de Lorenzo. Muerte y sufrimiento llevan a cabo esta.
Una vez terminada la misión, Renata comprueba que no era cierto lo que decía su abuela ("el amor mata, el odio sana") y que lo cierto era que "el amor sana y el odio mata".

## Elenco

### Protagonistas
- Juana Viale como Renata Medina.
- Gonzalo Heredia como Lautaro Uribe.
- Raúl Taibo como Lorenzo Uribe.

### Elenco Protagónico
- Carina Zampini como Martina Figueroa.
- Selva Alemán como Gracia Herrera.
- Esteban Pérez como Hernán Imola.
- Mónica Galán como Marcia Ímola.
- Mónica Villa como Olga Domisi.
- Fabiana García Lago como Esmeralda Espósito.

### Elenco Principal
- Alejandro Müller como Lino.
- Gabriela Sari como Vanesa Ramírez.
- Mónica Cabrera como Mabel Díaz.
- Brenda Gandini como Bárbara Castro.
- Gastón Grande como Moro.
- Mariano Argento como Hugo Troncaro.
- Lucio Rogati como Germán Cantabria.
- Marina Bellati como Noelia Albarracín.
- Luciana Lifschitz como Esther Lipman.
- Roberto Monzo como Abel Giménez.

### Participaciones
- Luciano Castro como Lucas Carballo.
- Gerardo Chendo como El Padre Marcelo.
- Patricia Viggiano como Nina Uribe
- Gabriel Corrado como Eduardo "El Almirante" Uribe.
- Ivo Cutzarida como Andrés Soriano.
- Héctor Calori como Gutiérrez.
- Jorge Nolasco como Emiliano Brazenas.
- María Roji como María Ángeles.
- Joaquín Wang como Manuel Herrera.
- Umbra Colombo como María Herrera.
- David Chocarro como Roberto Dobal (hijo).
- Florencia Raggi como Lara Balpadossi.
- Daniel Lemes como Daniel Carballo.
- Cristina Alberó como Victoria Figueroa.
- Martín Orecchio como Rengo.
- Javier Gómez como Roberto Dobal (padre).
- Boris Baker como Sebastián Castro.
- Carolina Peleritti como Mendoza.
- Lucas Ferraro como Francisco Olivera (hijo).
- Mucio Manchini como Pastrana.
- Emiliano Lobo como Miguel Morán.
- Matías Desiderio como Pablo Marchetti.
- Pablo Cedrón como Felipe Medina.
- Silvina Rada como Mirna Herrera.
- Ricardo Merkin como Francisco Olivera (padre).
- Fabián Rendo como Forense Lapuente.
- Diego Gentile como Fernando.
- Mariana Richaudeau como Lucía.
- Manuel Ramos como Lorenzo Uribe (chico).
- Marcio Mansilla como Eduardo "El Almirante" Uribe (chico).
- Lourdes Mansilla como Julia Uribe.
- Carlos Mena como Lisandro Uribe.
- Graciela Pal como Cachita.

## Premios y nominaciones
| Ano  | Premio        | Categoría                   | Ganadores y nominados                            | Resultado |
| ---- | ------------- | --------------------------- | ------------------------------------------------ | --------- |
| 2011 | Martín Fierro | Mejor Telenovela            | Malparida                                        | Ganadora  |
| 2011 | Martín Fierro | Mejor Actor de Novela       | Gonzalo Heredia                                  | Nominado  |
| 2011 | Martín Fierro | Mejor Actor de Novela       | Raúl Taibo                                       | Ganador   |
| 2011 | Martín Fierro | Mejor Actriz de Novela      | Juana Viale                                      | Nominada  |
| 2011 | Martín Fierro | Mejor Actriz de Novela      | Selva Alemán                                     | Ganadora  |
| 2011 | Martín Fierro | Mejor Actor de Reparto      | Alejandro Müller                                 | Nominado  |
| 2011 | Martín Fierro | Mejor Actriz de Reparto     | Mónica Cabrera                                   | Nominada  |
| 2011 | Martín Fierro | Mejor Actriz de Reparto     | Mónica Galán                                     | Nominada  |
| 2011 | Martín Fierro | Mejor Actuación Especial    | Gabriel Corrado                                  | Nominado  |
| 2011 | Martín Fierro | Mejor Revelación            | Marina Belatti                                   | Nominada  |
| 2011 | Martín Fierro | Mejor Autor/Libretista      | Cecilia Guerty, Pablo Junovich y Lily Ann Martin | Nominados |
| 2011 | Martín Fierro | Mejor Director              | Jorge Bechara y Jorge Nisco                      | Nominados |
| 2011 | Martín Fierro | Mejor Tema Musical Original | Carlos Matari                                    | Ganadora  |

## Sucesión de tiras diarias dePol-ka Producciones
| Predecesor: ''Valientes'' | ''Malparida'' 2010/2011 | Sucesor: ''Herederos de una venganza'' |

## Versiones
- Durante el 2011 - 2012, RCN, en conjunto con su productora aliada Fox Telecolombia y en asocio con la cadena mexicana Televisa realizaron una versión de esta historia bajo el título de La Traicionera, protagonizado por Marianela González y Juan Manuel Mendoza acompañados por Víctor Mallarino, Ana Lucía Domínguez y la primera actriz Vicky Hernández en los personajes que realizaron Juana Viale, Gonzalo Heredia, Raúl Taibo, Carina Zampini y Selva Alemán.